# Monaster św. Marii Magdaleny w Wilnie
Monaster św. Marii Magdaleny – prawosławny żeński monaster w Wilnie. Od 1923 jedyny żeński klasztor w eparchii wileńskiej i litewskiej. Powołany do życia ukazem carskim 9 listopada 1864, w epoce nasilenia rusyfikacji ziem dawnej Rzeczypospolitej, zajmował początkowo zabudowania dawnego klasztoru wizytek przy ulicy Rossa. Należący do niego kościół został zaadaptowany na monasterską cerkiew św. Marii Magdaleny. Wspólnotę wileńską tworzyły zakonnice z klasztoru św. Aleksego w Moskwie, które prowadziły przy klasztorze szkołę, przytułek dla sierot oraz pracownie: wyrobu szat liturgicznych oraz pisania ikon. Monaster działał do 1915, gdy przebywające w nim zakonnice (114 mniszek i posłusznic), ulegając podsycanej carską propagandą panice, opuściły klasztor decydując się na bieżeństwo. 
Po I wojnie światowej do Wilna wróciły wizytki, które otrzymały z powrotem swój klasztor przy ulicy Rossa. Z inicjatywy biskupa wileńskiego i litewskiego Eleuteriusza (Bogojawleńskiego) prawosławne mniszki przeniosły się do jednego z budynków monasteru Świętej Trójcy w Wilnie, a w 1937 do zabudowań dawnej szkoły przy cerkwi św. Aleksandra Newskiego. Do ich opuszczenia zostały zmuszone przez władze radzieckie w 1960. Od tego momentu wspólnota monastyczna zamieszkiwała w jednym ze skrzydeł kompleksu męskiego monasteru Świętego Ducha w Wilnie; powrót do dawnego miejsca nastąpił w 2015.

## Historia

### W Imperium Rosyjskim

#### Powstanie klasztoru

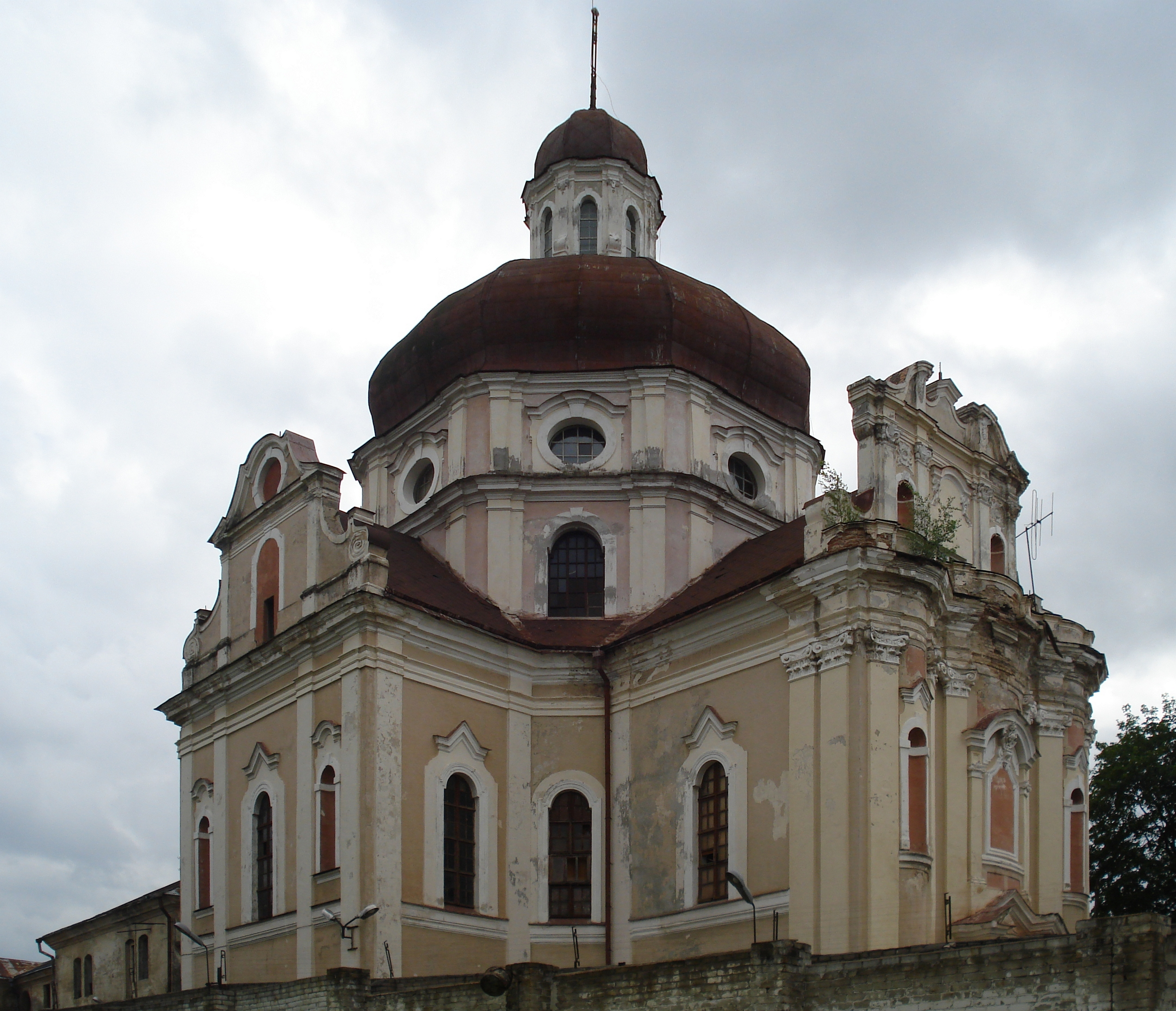
Kościół Serca Jezusowego w Wilnie odebrany wizytkom przez władze carskie z przeznaczeniem na monaster św. Marii Magdaleny

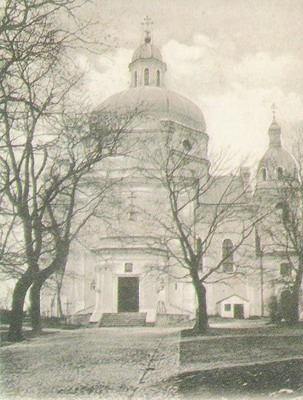
Widok kościoła Serca Jezusowego zaadaptowanego na monasterską cerkiew św. Marii Magdaleny

Powstanie żeńskiego monasteru w Wilnie było związane z akcją rusyfikacji ziem litewskich poprzez szerzenie państwowej religii Rosji – prawosławia. W momencie założenia była to trzecia wspólnota monastyczna tego wyznania w Wilnie, obok męskich klasztorów Świętego Ducha i Trójcy Świętej. Akt założycielski monasteru św. Marii Magdaleny pochodzi z 9 listopada 1864. Polecenie w tej sprawie osobiście podpisał car Aleksander II. Mniszki prawosławne na jego mocy przejęły wileński klasztor wizytek, który został w tym samym momencie skasowany. Według kroniki dziejów monasteru spisanej w 1965 przez mniszkę Barbarę (Trofimową), wizytkom pozwolono na wyjazd za granicę razem z większą częścią majątku ruchomego. Powstanie klasztoru pobłogosławił prawosławny metropolita wileński i litewski Józef. Szczególnie zaangażowany w jego tworzenie był również metropolita moskiewski Filaret. Zgodnie z aktem założycielskim zakonnice miały prowadzić przy klasztorze przytułek dla sierot, który został otwarty 22 lipca roku następnego.
Zakonnice, które stworzyły monaster św. Marii Magdaleny, pochodziły z klasztoru św. Aleksego w Moskwie. Pierwszą przełożoną została mniszka Flawiana (Popowa). 22 października biskup brzeski Ignacy, zgodnie z uchwałą Świątobliwego Synodu, nadał jej godność ihumeni. Ihumenia Flawiana w ciągu kolejnych kilku lat przeprowadziła gruntowny remont obiektów należących dotąd do wizytek, połączony z przekształceniem klasztornego kościoła Serca Jezusowego w Wilnie w cerkiew pod wezwaniem św. Marii Magdaleny.
Oprócz przebudowy głównej świątyni w czasie prac urządzona została druga cerkiew pod wezwaniem Opieki Matki Bożej, zaś część budynków mieszkalnych zaadaptowana na pomieszczenia przytułku dla sierot. Ihumenia w pełni egzekwowała od sióstr (również przybyłych z Moskwy) postanowienia reguły klasztornej, sformowała z nich chór i sama zaangażowała się od 1868 (tj. od momentu przyjęcia pierwszych podopiecznych) w pracę w przytułku, którego była kierowniczką. Stała na czele powstałej przy klasztorze szkoły malarskiej. Powstające w niej ikony, kompletne ikonostasy i inne dzieła zakonnic oraz wychowanków przytułku trafiały do cerkwi w Wilnie i poza nim. Druga pracownia prowadzona przez mniszki zajmowała się szyciem szat liturgicznych. Za wzorowe kierowanie nowo powstałym klasztorem ihumenia Flawiana została nagrodzona w 1871 prawem noszenia krzyża napierśnego. W 1877 z tego samego powodu została zgłoszona do nagrody krzyża z ozdobami, której jednak nie doczekała (zmarła w 1878).

#### Działalność klasztoru do bieżeństwa
Po śmierci ihumeni Flawiany jej obowiązki przejęła mniszka Antonina (Zołotariowa), przybyła razem z nią z Moskwy. Godność ihumeni otrzymała z rąk arcybiskupa wileńskiego i litewskiego Makarego w niecałe dwa miesiące po formalnym objęciu funkcji przełożonej, 22 czerwca 1878. Zakonnica ta pozostawała na czele wspólnoty do 1900, kiedy z powodu podeszłego wieku zrezygnowała z funkcji. Zmarła w klasztorze cztery lata później. Na jej następczynię arcybiskup wileński i litewski Juwenaliusz wyznaczył sprowadzoną z innego monasteru ihumenię Mojżeszę (Lalinę). Zainicjowała ona generalny remont zabudowań klasztornych, w czasie którego cerkwie zostały wyłożone marmurem, do głównej świątyni wstawiony został nowy ołtarz, zaś wszystkie wzbogaciły się o nowe ikony. W czasach, kiedy wspólnotą kierowała ihumenia Mojżesza, zakonnice prowadziły szkołę dla 40 córek duchownych lub urzędników państwowych pracujących w zachodniej i północnej części Imperium Rosyjskiego. Kontynuował swoją pracę warsztat pisania ikon. 
Według opisu zawartego w rosyjskim przewodniku po Wilnie, wydanym na początku XX wieku, monaster był położony w niezwykle malowniczym miejscu, zaś kompleks zabudowań zajmowanych przez mniszki otaczał zadbany sad. Wysoko oceniona również została działalność szkoły prowadzonej przez mniszki oraz poziom śpiewu w cerkwi monasterskiej. 
W 1912, gdy ihumenia na własną prośbę zrezygnowała z pełnionej funkcji, w klasztorze przebywało 89 mniszek. Świątobliwy Synod Rządzący wyznaczył na nową przełożoną mniszkę Wierę (Potapienko), do tej pory żyjącą w jednym z klasztorów Petersburga. W 1914 zorganizowała ona przy monasterze szpital dla 15 żołnierzy.

#### Wyjazd z Wilna

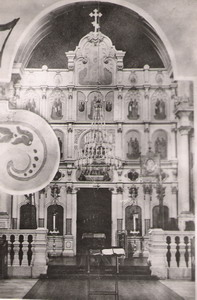
Ikonostas w głównej cerkwi monasteru

22 lipca (4 sierpnia według kalendarza gregoriańskiego) 1915 metropolita wileński i litewski Tichon (Bieławin) odprawił ostatnią Świętą Liturgię w monasterskiej cerkwi św. Marii Magdaleny. 14 września tego samego roku mniszki i wychowankowie prowadzonego przez nich przytułku, uciekając przed frontem, udali się na bieżeństwo. Z klasztoru wyjechało 114 zakonnic oraz uczniów, wywożąc ze sobą majątek ruchomy. Wszyscy początkowo udali się do Mińska, a po miesiącu – do Piotrogrodu. W mieście tym nastąpił podział grupy: zakonnice, które wyraziły taką wolę, udały się do swoich krewnych, inne pozostały w różnych monasterach stolicy Rosji. Na miejscu w dotychczasowym kształcie działał przytułek. 50 mniszek razem z przełożoną zostało dołączonych do monasteru św. Marii Magdaleny w Wochonowie k. Carskiego Sioła. Mniszka Wiera (Potapienko) została w 1918 podniesiona do godności ihumeni. 
W 1918 ihumenia Wiera zachorowała i zrezygnowała z pełnionej funkcji, po czym wyjechała do swojej rodziny do Finlandii. Jej następczynią została mniszka Nina (Bataszowa). Ona też postanowiła razem z częścią zakonnic (ok. 20 osób) wrócić do Wilna. W tym samym roku uzyskała na to zgodę patriarchy Moskwy i całej Rusi Tichona. Jednak już po przyjeździe zakonnic na ziemie litewskie okazało się, że zabudowania klasztorne były zajęte na potrzeby armii niemieckiej i mniszki mogły zamieszkać tylko w kilku pomieszczeniach kompleksu budynków. Straciły również i tę jego część, gdy w 1919 swoją dawną własność prawnie odzyskały wizytki.

### W II Rzeczypospolitej

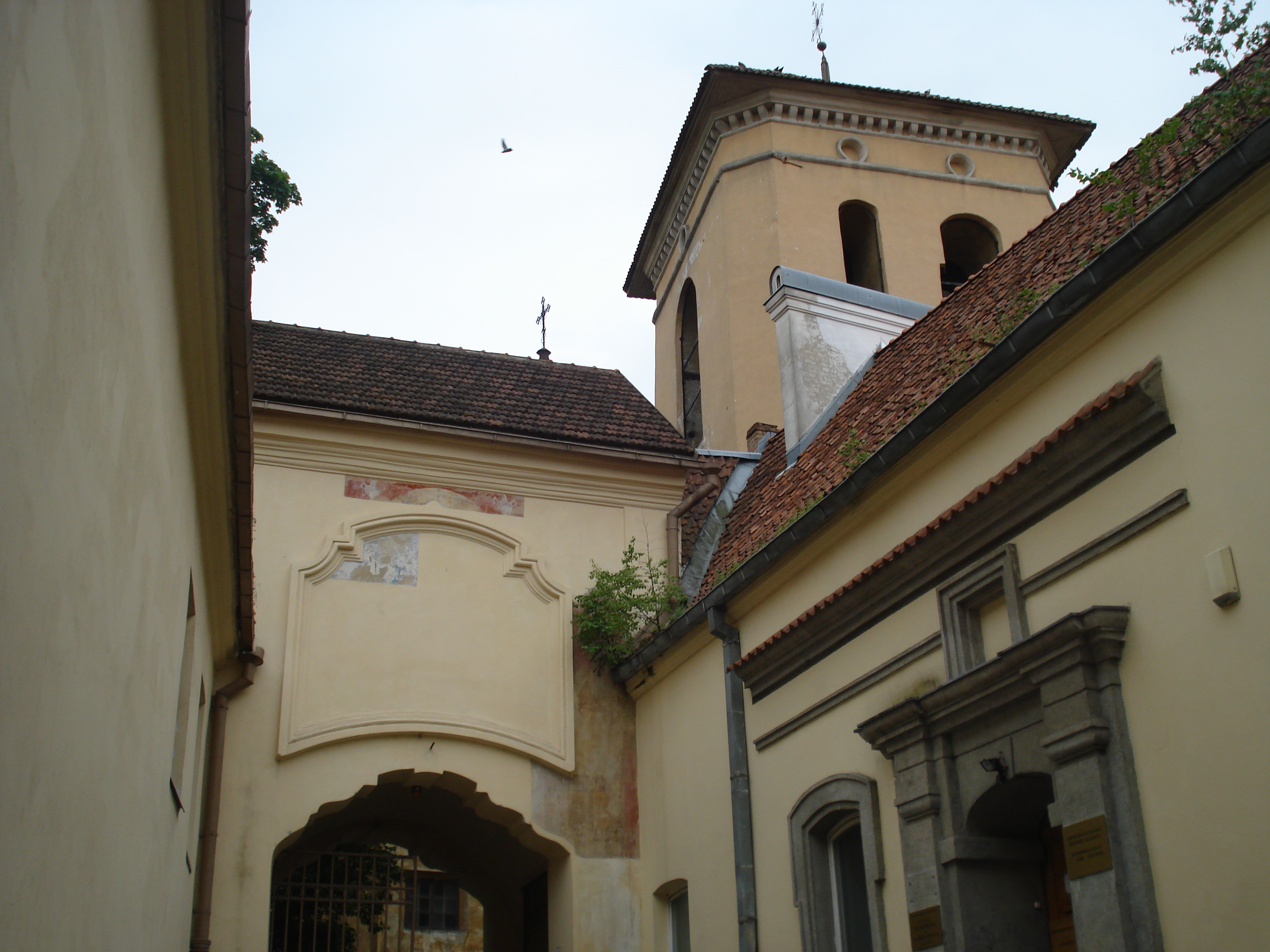
Zabudowania monasteru Trójcy Świętej w Wilnie

Nie chcąc dopuścić do rozproszenia wspólnoty, biskup wileński i litewski Eleuteriusz (Bogojawleński) umożliwił mniszce Ninie oraz pozostałym siostrom osiedlenie się w zabudowaniach męskiego monasteru Trójcy Świętej, położonego przy ulicy Ostrobramskiej, w centrum Starego Miasta. Sytuacja materialna klasztoru była znacznie trudniejsza niż przed I wojną światową. Zakonnice straciły majątki ziemskie nadane im przed wojną przez władze carskie, a skonfiskowane przez nie instytucjom katolickim lub polskim właścicielom. Zachowano im jedynie 240 ha lasu w majątku Wiatrówka, który był darowizną z rosyjskich lasów państwowych, oraz 67 ha pola z letnim domem w okolicach Nemenczyna. Mimo tego kronika monasteru przekazuje informację, że normalne życie wspólnoty – mimo wszystkich trudności – zostało odbudowane. Szczególną czcią zakonnice otaczały Wileńską Ikonę Matki Bożej. Potwierdza to fakt, że w 1921 patriarcha moskiewski Tichon potwierdził wybór mniszki Niny (Bataszowej) na przełożoną klasztoru i nagrodził ją prawem noszenia krzyża napierśnego. 8 listopada tego samego roku arcybiskup wileński i litewski Eleuteriusz nadał jej godność ihumeni.
Po części w związku z okolicznościami jego powstania, władze polskie uważały żeński klasztor prawosławny w Wilnie za zbędny i dążyły do jego likwidacji. W związku z tym zakonnice zostały obłożone wysokim czynszem za korzystanie z budynków monasteru Trójcy Świętej, również upaństwowionego po I wojnie światowej, lecz wynajmowanego kilku prawosławnym wspólnotom monastycznym. W latach 1928–1931 ihumenia Nina (Bataszowa) prowadziła z władzami rozmowy w sprawie umorzenia części długu. Prosiła o przekazanie klasztorowi zapomogi w wysokości 2768,28 zł i zobowiązywała się do jej zwrotu w 18 ratach. Poparta przez metropolitów warszawskich – najpierw Jerzego, a następnie Dionizego, przełożona wspólnoty konsekwentnie prosiła również od 1918 o pozwolenie na połączenie żeńskich wspólnot monastycznych św. Marii Magdaleny w Wilnie i w Berezweczu i na zezwolenie im na objęcie wileńskiej cerkwi św. Michała razem z zabudowaniami dawnej szkoły. Ministerstwo Wyznań Religijnych i Oświecenia Publicznego orzekło jednak, że nie ma podstaw do przejęcia przez Kościół Prawosławny tych obiektów. 

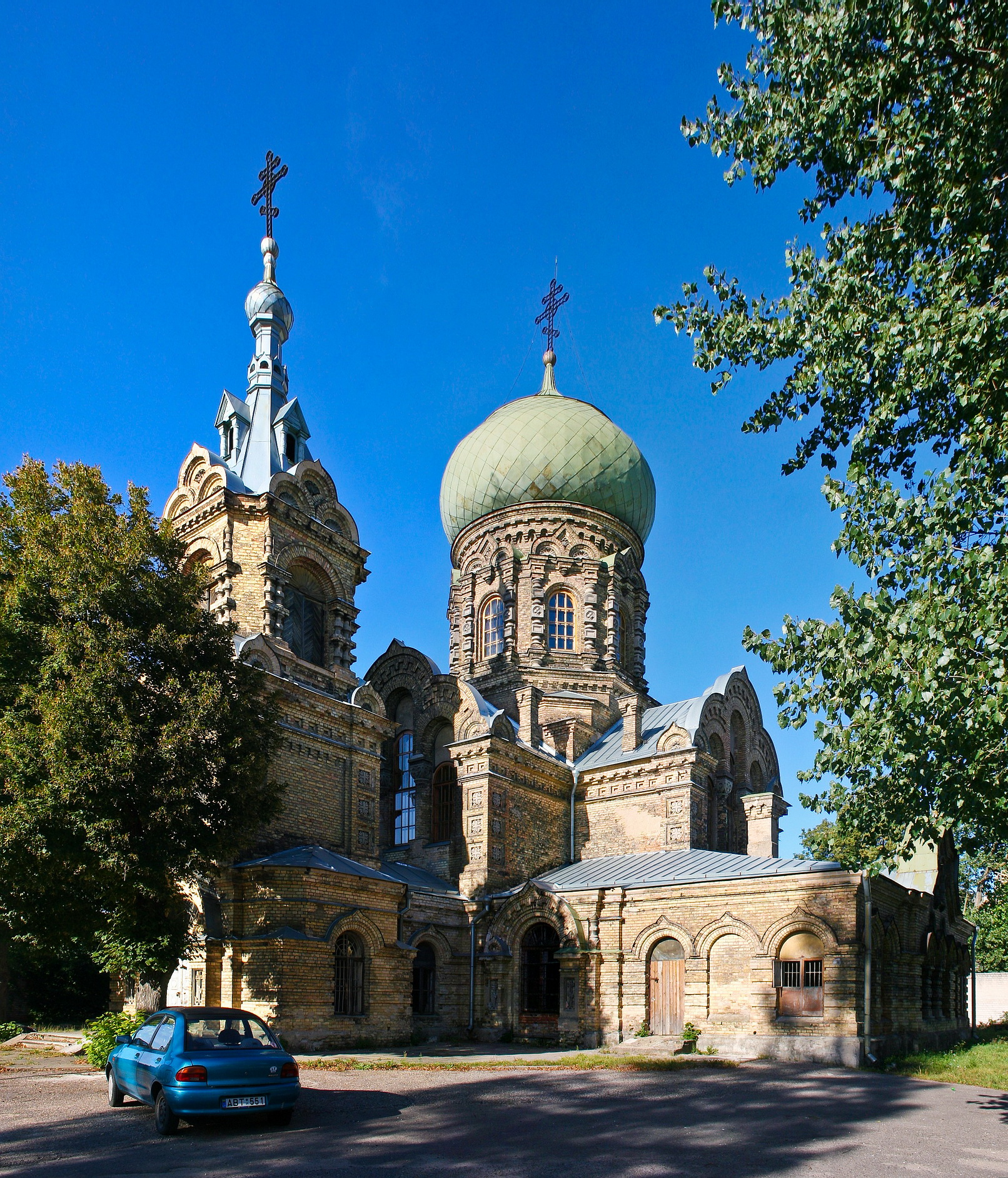
Cerkiew św. Aleksandra Newskiego w Wilnie – świątynia monasterska w latach 1937–1959 i ponownie od 2015

Fiaskiem zakończyły się również starania ihumeni Niny o zgodę na przeprowadzenie kwesty na potrzeby budowy od podstaw nowego klasztoru, w którym mogłyby zamieszkać zakonnice. Wojewoda wileński pisał, iż: 

należy potraktować odmownie sprawę zbiórki ofiar, bowiem kweście tak szeroko pomyślanej, mającej objąć wszystkie województwa wschodnie może być z łatwością nadany charakter propagandowo-agitacyjny i wykorzystany (...) w kierunku wrogim państwowości polskiej, przedstawiając akt zbiórki jako wywołany rzekomo ciężkim stanem materialnym kościoła prawosławnego w Polsce.

Ostatecznie ihumenia Nina uzyskała zgodę na przeniesienie się zakonnic do budynków dawnej szkoły parafialnej przy innej wileńskiej cerkwi (św. Aleksandra Newskiego), położonej w dzielnicy Nowy Świat. 1 maja 1937 Synod Biskupów Polskiego Autokefalicznego Kościoła Prawosławnego połączył obie żeńskie wspólnoty monastyczne zgodnie z wcześniejszymi planami, zaś metropolita Dionizy uzyskał zgodę na budowę większego obiektu mieszkalnego dla liczącego 32 zakonnice klasztoru oraz na przeprowadzenie przez nie kwesty na ten cel. Do tego czasu jedynym źródłem utrzymania zakonnic były wykonywane przez nie prace ręczne oraz dobrowolne wpłaty wiernych. Mniszki, przy finansowej pomocy wiernych, dokonały generalnego remontu cerkwi, zaadaptowały dawne budynki szkolne na cele, zaś wokół zabudowań urządziły sad i ogród. W momencie połączenia monasterów Synod Polskiego Autokefalicznego Kościoła Prawosławnego rozważał nadanie nowej wspólnocie wezwania Świętej Trójcy, ostatecznie jednak przyjęto jako jej patronkę Marię Magdalenę. 
O znaczeniu klasztoru dla monastycyzmu żeńskiego w Polskim Autokefalicznym Kościele Prawosławnym świadczy fakt, że dwie mniszki ze wspólnoty wileńskiej otrzymały godność ihumeni i stanęły na czele innych klasztorów żeńskich. Miało to miejsce w 1931; zakonnice z monasteru św. Marii Magdaleny zostały wyznaczone na przełożone klasztorów w Zimnem i Korcu. W 1939 metropolita warszawski Dionizy w dowód znaczenia monasteru św. Marii Magdaleny dla prawosławia na ziemiach litewskich, przekazał dla zajmowanej przez mniszki cerkwi ikony św. Hioba Poczajowskiego i św. Marii Magdaleny z ich relikwiami oraz kopię Poczajowskiej Ikony Matki Bożej. Przez cały okres II wojny światowej monaster pozostawał czynny.

### W ZSRR

#### II wojna światowa i lata 40.
10 lipca 1944 cerkiew św. Aleksandra Newskiego poważnie ucierpiała wskutek nalotu. Zniszczona została główna kopuła i dzwonnica, uszkodzone zabudowania mieszkalne. Niemal całkowitej destrukcji uległo również oryginalne wyposażenie wnętrza, spłonął ikonostas. W związku z tym w pierwszych latach po wojnie funkcję cerkwi spełniała prowizoryczna kaplica domowa urządzona w prawym skrzydle kompleksu budynków. W 1947 zakonnice zakończyły odbudowę pomieszczeń mieszkalnych i dzwonnicy. W dwa lata później odbudowano główną kopułę. Równolegle prowadzone były prace nad rekonstrukcją wnętrza cerkwi, opóźniane głównie przez brak środków na zakup materiałów. 8 listopada 1951 arcybiskup wileński i litewski Focjusz (Topiro) dokonał ponownego poświęcenia budynku. Mniszki dysponowały wówczas cerkwią św. Aleksandra Newskiego oraz domową kaplicą św. Marii Magdaleny. Cztery lata później, przy finansowej pomocy Patriarchatu Moskiewskiego, rozbudowano obiekty klasztorne: oprócz dwupiętrowego domu dla zakonnic powstała pralnia, odnowiono stróżówkę, otoczono kompleks obiektów ceglanym murem, doprowadzono wodę i elektryczność. W monasterze przebywało 35 mniszek. W 1947 jedna z nich, Tabita (Dmitruk), została przeniesiona do monasteru Trójcy Świętej i św. Sergiusza z Radoneża w Rydze jako ihumenia.

#### Zamknięcie cerkwi św. Aleksandra Newskiego

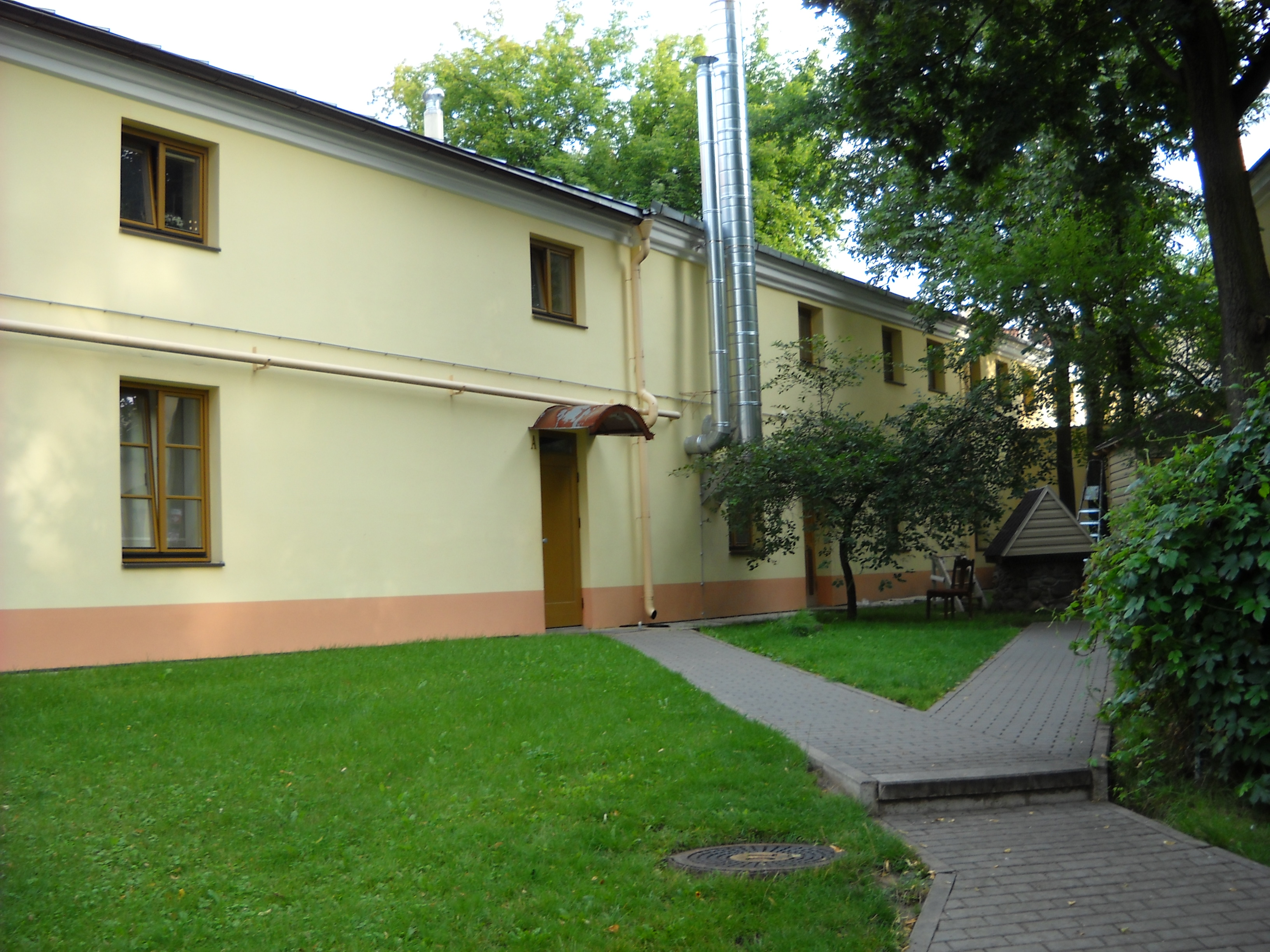
Zabudowania monasteru Świętego Ducha w Wilnie, użytkowane przez mniszki monasteru św. Marii Magdaleny w latach 1960–2015

W 1957 w klasztorze pozostawało 17 mniszek i 12 sióstr riasofornych oraz posłusznic. Planowane były dalsze prace nad rozbudową cerkwi i klasztoru, jednak 12 czerwca 1959, mimo protestów parafian, zarówno monaster, jak i cerkiew zostały usunięte z rejestru czynnych prawosławnych obiektów sakralnych. Było to równoznaczne z konfiskatą mienia klasztornego. Parafianie wystosowali w tej sprawie list do Nikity Chruszczowa, prosząc o uwzględnienie znaczenia cerkwi dla południowych dzielnic Wilna, jednak bez rezultatu. 28 sierpnia 1960 ostatnie zakonnice opuściły obiekty monasterskie. W tym momencie w klasztorze żyły 23 zakonnice oraz 5 posłusznic. Przeniosły się wówczas do budynków męskiego monasteru Świętego Ducha, gdzie pozostawały do 2015. Zachowały większość majątku ruchomego klasztoru, z wyjątkiem pojedynczych przedmiotów przekazanych do soboru Przeczystej Bogurodzicy w Wilnie. Nieliczne mniszki zamieszkały w Monasterze Piuchtickim.

#### W monasterze Świętego Ducha
Życie obydwu klasztorów zostało w dużej mierze zintegrowane: mniszki wykonywały prace na rzecz obydwu wspólnot w kuchni, ogrodzie, kancelarii, wypiekały prosfory, opiekowały się prawosławnym cmentarzem w Wilnie oraz śpiewały w chórze cerkwi Świętego Ducha w Wilnie. Zakonnice zajmowały jedno ze skrzydeł kompleksu budynków monasterskich. W 1965 uroczyście obchodzone było 100 lat istnienia klasztoru. Z kolei w 1989 Rada Ministrów Litwy ogłosiła nieważność dekretu likwidującego monaster, co dało mu podstawę prawną do samodzielnego funkcjonowania również de iure. 
Przełożoną monasteru św. Marii Magdaleny pozostawała do 1968 ihumenia Nina (Bataszowa), która wówczas złożyła śluby wielkiej schimy z imieniem Barbara, odchodząc tym samym z funkcji (w 1969 zmarła). Zastąpiła ją jej bratanica, mniszka Angelina (Bataszowa). W tym samym roku ze wspólnoty odeszła mniszka Barbara (Trofimowa), która jako ihumenia stanęła na czele Piuchtickiego Monasteru Zaśnięcia Matki Bożej. 

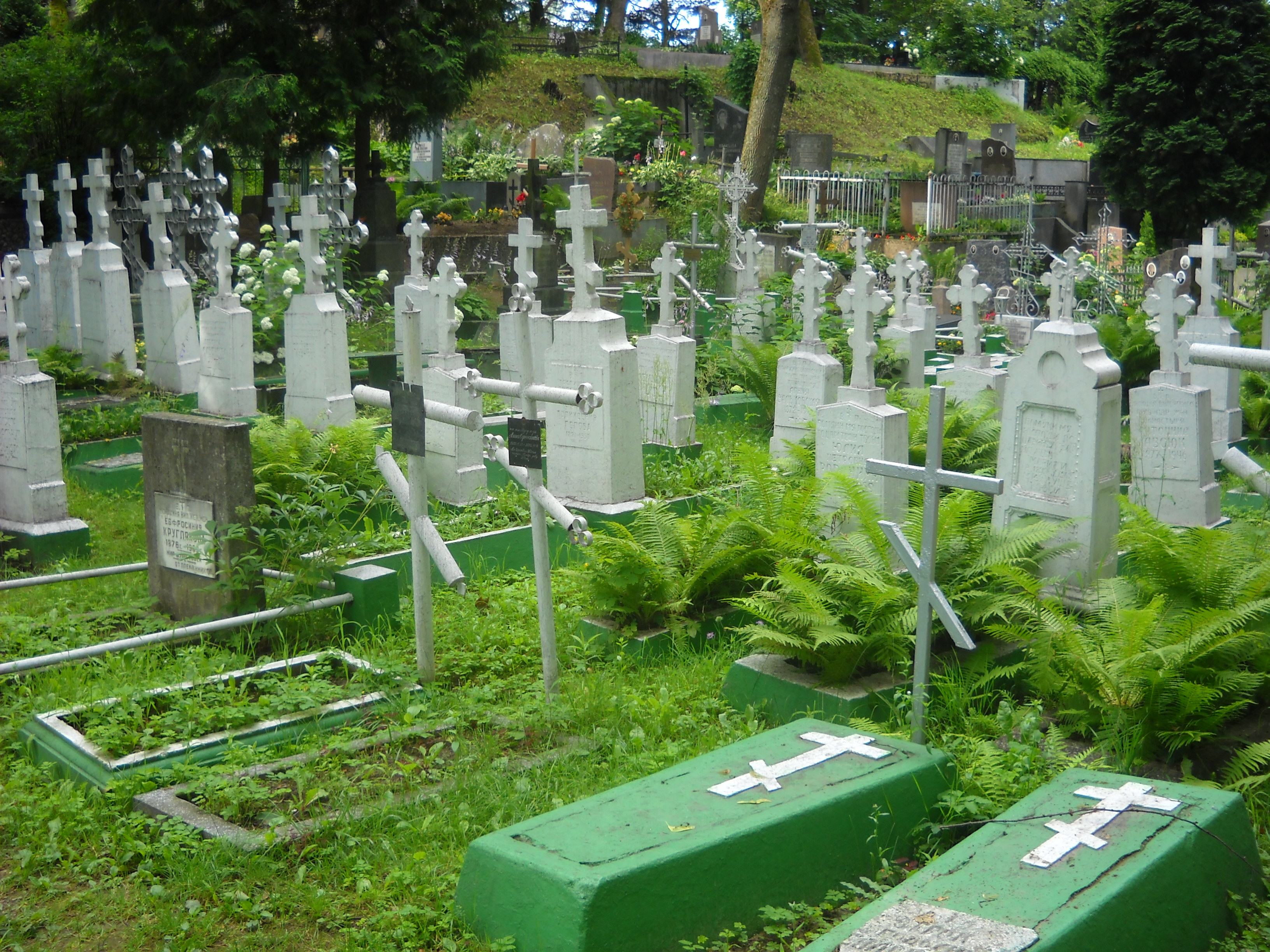
Groby mniszek monasteru na cmentarzu prawosławnym w Wilnie

### W niepodległej Litwie

#### W monasterze Świętego Ducha
W 2002 nową przełożoną została mniszka Nadzieja (Łomako). W dwa lata później w monasterze przebywało 9 mniszek i 4 posłusznice. Strona eparchii wileńskiej i litewskiej podawała, iż wspólnotę tworzyło w 2010 r. 12 zakonnic. Jest to jedyny żeński klasztor prawosławny na terytorium Litwy. Przełożoną wspólnoty była w 2011 mniszka Archełaja (Iwanowa).

#### Powrót do obiektów przy cerkwi św. Aleksandra Newskiego
24 maja 2015 nastąpił powrót mniszek do zabudowań użytkowanych przez wspólnotę w latach 1937–1960, mieszczących się przy cerkwi św. Aleksandra Newskiego. Tego samego dnia przełożona monasteru, mniszka Serafina (Iwanowa) została podniesiona do godności ihumeni. W 2016 wspólnota liczyła dziewięć mniszek i posłusznicę.
Przy budynkach monasteru zajmowanych do 1915 pochowano dwie jego pierwsze przełożone – ihumenie Flawianę i Antoninę. Inne pochówki sióstr były i nadal są dokonywane na cmentarzu prawosławnym w Wilnie, w wydzielonej kwaterze.

#### Filia w Posakiszkach
W 2022 r. ukończono budowę cerkwi filialnej pw. Ikony Matki Bożej „Radość i Pocieszenie” w Posakiszkach (gmina Bezdany, rejon wileński). 3 lutego tego roku obiekt został poświęcony przez metropolitę wileńskiego i litewskiego Innocentego.